# César Rougé
Pas d'image ? Cliquez ici

a Compétitions nationales et continentales officielles uniquement.

b Matchs officiels uniquement.
César Rougé, né le 3 octobre 2002 à Carcassonne (Aude), est un joueur de rugby à XIII français évoluant au poste de talonneur, de demi de mêlée ou de demi d'ouverture. Après avoir été formé au Limoux avec lequel il a disputé le Championnat de France, il incorpore l'équipe « réserve  » des Dragons Catalans, Saint-Estève XIII Catalan, puis les Dragons Catalans et fait ses débuts en Super League en 2021. Il est appelé en équipe de France en fin d'année 2021.

## Biographie
César Rougé est issue d'une famille de treizistes. Son grand-oncle Antoine Rougé joua à Limoux, son oncle Olivier Rougé a disputé onze saisons à Limoux tout comme son père Jérome Rougé quatre années puis qui a basculé du côté du banc de touche pour entraîner les juniors. Son frère aîné est passé par les memes catégories jusqu’à atteindre les juniors et s’engager avec les U19 des Dragons Catalans une académie toute récente en 2017 et poursuit avec les U23 de St Esteve/13 Catalan avant de mettre le rugby entre parenthèses pour ses études.
Il touche son premier ballon à l'âge de quatre ans. Durant sa jeunesse, il se forme à Limoux où il y brille en catégorie jeune. Il dispute ses premiers matchs en Championnat de France avec Limoux en passant par un stage d’été organisé par Melbourne Storm une franchise de NRL puis rejoint rapidement Saint-Estève XIII Catalan. Au sortir de la pandémie en 2021, il intègre par Steve McNamara les Dragons Catalans et dispute lors de cette saison ses premières rencontres de Super League aux côtés d'un groupe qui atteint la finale.

## Palmarès
- Collectif :
  - Vainqueur de la Coupe de France : 2025 (Saint-Estève XIII Catalan).
  - Finaliste de la Super League : 2021[1]  et 2023 (Dragons Catalans).

### Détails en sélection
| 1. | 19 juin 2022      | Pays de Galles | 34-10 | Test-match     | Demi de mêlée    | -  | - | - | - |
| 2. | 30 octobre 2022   | Samoa          | 4-62  | Coupe du monde | Demi d'ouverture | -  | - | - | - |
| 3. | 29 avril 2023     | Angleterre     | 0-64  | Test-match     | Demi de mêlée    | -  | - | - | - |
| 4. | 24 septembre 2023 | Serbie         | 78-10 | Test-match     | Demi de mêlée    | 4  | 1 | - | - |
| 5. | 29 juin 2024      | Angleterre     | 8-40  | Test-match     | Demi de mêlée    | -  | - | - | - |
| 6. | 26 novembre 2024  | Pays de Galles | 48-6  | Qualif. CM     | Arrière          | 20 | 2 | 6 | - |

### Statistiques
| Saison | Saison           | Championnat  | Championnat | Championnat | Championnat | Championnat | Championnat | Championnat | Coupe         | Coupe      | Coupe | Coupe | Coupe | Coupe | Coupe | Sélection | Sélection | Sélection | Sélection | Sélection | Sélection | Sélection |
| Saison | Saison           | Comp.        | Class.      | M           | Pts         | Ess.        | Buts        | Dp.         | Comp.         | Class.     | M     | Pts   | Ess.  | Buts  | Dp.   | Comp.     | M         | Pts       | Ess.      | Buts      | Dp.       |           |
| ------ | ---------------- | ------------ | ----------- | ----------- | ----------- | ----------- | ----------- | ----------- | ------------- | ---------- | ----- | ----- | ----- | ----- | ----- | --------- | --------- | --------- | --------- | --------- | --------- | --------- |
| 2021   | Dragons Catalans | Super League | Finaliste   | 2           | -           | -           | -           | -           | Challenge Cup | 1/4 finale | -     | -     | -     | -     | -     |           |           |           |           |           |           |           |
| 2022   | Dragons Catalans | Super League | 1er tour    | 3           | -           | -           | -           | -           | Challenge Cup | 1/4 finale | 1     | -     | -     | -     | -     | CM        | 2         | -         | -         | -         | -         |           |
| 2023   | Dragons Catalans | Super League | Finaliste   | 7           | 8           | 2           | -           | -           | Challenge Cup | 1/8 finale | -     | -     | -     | -     | -     |           | 2         | -         | -         | -         | -         |           |
| 2024   | Dragons Catalans | Super League | 7e          | 17          | 12          | 3           | -           | -           | Challenge Cup | 1/4 finale | 2     | 4     | 1     | -     | -     |           | 2         | 24        | 2         | 6         | -         |           |
| 2025   | Dragons Catalans | Super League |             |             |             |             |             |             | Challenge Cup | 1/2 finale | 2     | 4     | 1     | -     | -     |           |           |           |           |           |           |           |